# Groupe hospitalier de la région de Mulhouse et Sud-Alsace
Le groupe hospitalier de la région de Mulhouse et Sud-Alsace (GHRMSA) est un groupe hospitalier regroupant 10 établissements dans le Haut-Rhin, en région Grand Est.

## Histoire
Le 1er janvier 2015, les sites du centre hospitalier de Mulhouse (Émile Muller et Hasenrain), du centre Hospitalier Saint-Jacques de Thann, de l’hôpital gériatrique de Cernay et de l’EHPAD de Bitschwiller-lès-Thann se rapprochent.  En 1316 existait à Mulhouse un hôpital pour les indigents, l’hôpital Mœnschberg, devenu Émile Muller en 1989, a accueilli ses premiers patients en 1972.
Une pénurie de personnels intervient en septembre 2021 : 210 personnes non vaccinées sont suspendues, ce qui cause la mise en place du plan blanc afin de mobiliser des personnels supplémentaires,.

## Composition

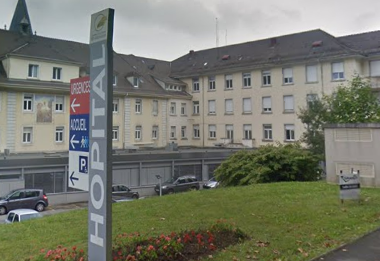
Centre Hospitalier Saint-Morand d'Altkirch.

Il regroupe 10 sites pour une capacité de 2 612 lits et places :
- Centre hospitalier de Mulhouse site Émile Muller (824 places)
- Centre hospitalier de Mulhouse site du Hasenrain
- EHPAD Maison médicalisée pour personnes âgées
- Centre hospitalier Saint-Morand (265 places)
- Hôpital de Sierentz (193 places)
- Centre hospitalier de Cernay (191 places)
- EHPAD  (175 places)
- Centre hospitalier Saint-Jacques (171 places)
- Maison de retraite Jules Scheurer (70 places)
- Nouvelle clinique des 3 Frontières (30 places)

Carte du site Émile Muller avec les aménagements successifs.

## Description
Il offre de soins publique de grande qualité à l’essentiel des 480 000 habitants du Sud-Alsace, le groupe hospitalier fait partie du groupement hospitalier de territoire Haute-Alsace qui totalise 13 filières de santé.